# Jan Oblak
Pour les articles homonymes, voir Oblak.
Jan Oblak, né le 7 janvier 1993 à Škofja Loka en Slovénie, est un footballeur international slovène qui évolue au poste de gardien de but à l'Atlético de Madrid.
Il débarque à l'Atlético en 2014 avec lequel il est finaliste de la Ligue des champions en 2016 contre le Real Madrid. Deux ans plus tard, Oblak remporte la Ligue Europa en réussissant le clean sheet contre l'Olympique de Marseille en finale (3-0). La même année, il remporte la Supercoupe de l'UEFA contre le Real Madrid et finit vice-champion d'Espagne derrière le Barça.Il remporte LaLiga en 2021 en finissant meilleur joueur de la saison 
Jan Oblak a remporté six fois (dont quatre fois de suite) le Trophée Zamora du meilleur gardien du championnat espagnol, faisant de lui le seul et unique gardien possédant le plus de titres de meilleur gardien du championnat espagnol, égalant en 2016 le ratio record de 1994 établi par Francisco Liaño, à savoir 0,47 but encaissé par match (18 buts encaissés sur 38 journées de championnat). Il a également figuré à deux reprises dans l'équipe-type de la Ligue des champions (2016 et 2017).

## Biographie

### Formation
Jan Oblak a un père qui a joué au poste de gardien de but en troisième division slovène. Il commence à jouer au football à l'âge de cinq ans dans le club de sa ville, Ločan. À l'âge de 10 ans, il part au centre de formation de l'Olimpija Ljubljana où il reste jusqu'à la saison 2004-2005 durant laquelle le club est dissout avant d'être refondé sous le nom NK Bežigrad, qui, après plusieurs changements de nom, redevient l'Olimpija Ljubljana en 2008. L'année suivante, Oblak refuse de signer avec le club italien Empoli en faveur d'un essai à Fulham, mais il reste finalement au club slovène et prolonge même son contrat jusqu'en 2011,.

### Carrière en club

#### Olimpija Ljubljana (2009-2010)
En 2009, âgé de 16 ans, Jan Oblak débute avec l'équipe première du NK Olimpija Ljubljana en seconde division slovène, après cinq ans passés avec la réserve. Au terme de la saison, le club est promu en première division. Durant la saison 2009-2010, il devient titulaire dans les buts et son équipe termine 4e du championnat.

#### Benfica (2010-2014)
Lors de l'été 2010, Jan Oblak rejoint le Benfica Lisbonne et va immédiatement être prêté au SC Beira-Mar puis enchaîne plusieurs prêts, tous en première division portugaise, au SC Olhanense, à l'UD Leiria puis au Rio Ave FC. S'il est peu utilisé lors des deux premiers prêts, il gagne du temps de jeu lors des deux suivants, devenant même titulaire au Rio Ave.
De retour au Benfica pour la saison 2013-2014, il prend part à vingt-cinq rencontres toutes compétitions confondues et le club est champion du Portugal et remporte la Coupe du Portugal ainsi que la Coupe de la Ligue. Cette saison, le club atteint également la finale de la Ligue Europa mais doit s'incliner contre le Séville FC. Jan Oblak est élu meilleur gardien du championnat  et décide de quitter le championnat portugais qu'il côtoie depuis quatre saisons.

#### Atlético de Madrid (depuis 2014)
Jan Oblak est transféré pour une somme de 16 millions d'euros à l'Atlético de Madrid, pour combler le départ de Thibaut Courtois. Il devient alors le gardien le plus cher de l'histoire de la Liga. Il porte le numéro 13 laissé vacant par Thibaut Courtois. Doublure d'Ángel Moyá lors de son arrivée dans le club espagnol, il prend rapidement la place de numéro un et participe lors de la saison 2015-2016 à l'épopée en Ligue des champions où le club s'incline en finale contre l'autre club de la capitale, le Real Madrid (défaite 5-3 aux tirs au but). Il se distingue notamment en demi-finale contre le Bayern Munich en stoppant un penalty de Thomas Müller au cours d'un match durant lequel il effectue plus de quinze arrêts.
Lors de cette même saison, Oblak dispute les 38 matchs du championnat espagnol et n'encaisse que 18 buts (0,47 buts par match). Ce ratio exceptionnel fait de lui le meilleur gardien de l'histoire de la Liga sur une édition (avec Francisco Liaño du Deportivo en 1994). L'année suivante, il est demi-finaliste de la Ligue des champions mais échoue de nouveau contre le Real Madrid (défaite 4-2 au score cumulé). En huitièmes de finale, il réalise une triple parade contre les attaquants du Bayer Leverkusen pour permettre à l'Atlético de rallier les quarts.
Le 26 avril 2018, en demi-finale aller de la Ligue Europa contre Arsenal à l'Emirates Stadium, Oblak réalise de multiples arrêts pour préserver le match nul (1-1) alors que son équipe fut réduite à 10 très tôt dans le match. Son équipe bat les Gunners lors du match retour (1-0) au Wanda Metropolitano et se qualifie pour la finale. Le 16 mai 2018, il remporte la Ligue Europa en battant en finale l'Olympique de Marseille. Le 15 août 2018, le gardien slovène remporte la Supercoupe d'Europe en s'imposant face au Real Madrid (4-2).
La saison 2018-2019 est plus compliquée pour les Colchoneros qui sont rapidement éliminés de la Ligue des champions par la Juventus en perdant au match retour (3-0), alors que l'Atlético avait remporté l'aller (2-0). Oblak doit s'incliner par trois fois face à Cristiano Ronaldo, bête noire de l'Atletico de Madrid. En avril, il prolonge jusqu'en 2023 son contrat qui contient une clause libératoire d'un montant de 120 millions d'euros.
Le 11 mars 2020, Jan Oblak réalise un match exceptionnel contre Liverpool en huitième de finale retour de la Ligue des champions sur la pelouse des Reds. Le gardien slovène effectue une dizaine de parades face aux attaquants adverses mais s'incline sur une tête de Georginio Wijnaldum ce qui entraîne une prolongation entre les deux équipes (l'Atlético ayant gagné 1-0 à l'aller). Liverpool marque encore une fois grâce à Roberto Firmino mais Marcos Llorente inscrit ensuite un doublé avant que Morata ne scelle la victoire de l'Atlético à Anfield (2-3). Il reçoit le trophée d'homme du match, une nouvelle récompense en Ligue des champions, devenant le deuxième gardien de but à le recevoir, après Hugo Lloris de Tottenham Hotspur. Il ne pourra pas empêcher l'élimination de son équipe au tour suivant face aux allemands du RB Leipzig.
Le 17 juin 2020, lors de la victoire (0-5) sur le terrain d'Osasuna, il a signé un record historique avec auteur d'un clean sheet, son centième en championnat. Le dernier rempart de l'Atlético est devenu le premier gardien à réaliser cette performance de cent matches sans encaisser de but en si peu de matches. Il n'a eu besoin que de 182 rencontres et efface donc le record de Miguel Reina (ex-Barça et ex-Atlético). Le père de Pepe Reina avait lui réalisé cent copies blanches en 222 rencontres.
En juillet 2022, il prolonge son contrat jusqu'en 2028. Il devient en octobre 2023 le dixième joueur de l'histoire de l'Atlético à atteindre les 400 rencontres disputées avec le club madrilène.

### En sélection nationale
À 19 ans, le 11 septembre 2012, Jan Oblak dispute son premier match en équipe de Slovénie contre la Norvège.
Après la retraite internationale de Samir Handanovič en 2015, Jan Oblak devient titulaire dans le but de la sélection slovène.
Le 6 septembre 2019, il porte pour la première fois le brassard de capitaine de la Slovénie.
En mai 2024, il fait partie de liste élargie de 30 joueurs convoqués par Matjaž Kek en vue de l'Euro 2024. Il est ensuite retenu dans la liste définitive des 26 joueurs slovènes. Il dispute ainsi sa première compétition avec sa sélection nationale.

## Statistiques
| Saison                | Club                  | Championnat           | Championnat | Championnat | Coupe(s) nationale(s) | Coupe(s) nationale(s) | Supercoupe | Supercoupe | Compétition(s) continentale(s) | Compétition(s) continentale(s) | Compétition(s) continentale(s) | Coupe du monde des clubs | Coupe du monde des clubs | Slovénie | Slovénie | Total | Total |
| Saison                | Club                  | Division              | M.          | B.          | M.                    | B.                    | M.         | B.         | Comp.                          | M.                             | B.                             | M.                       | B.                       | M.       | B.       | M.    | B.    |
| 2008-2009             | Olimpija Ljubljana    | Druga Liga            | 1           | 0           | -                     | -                     | -          | -          | -                              | -                              | -                              | -                        | -                        | -        | -        | 1     | 0     |
| 2009-2010             | Olimpija Ljubljana    | Prva Liga             | 33          | 0           | -                     | -                     | -          | -          | -                              | -                              | -                              | -                        | -                        | -        | -        | 33    | 0     |
| Sous-total            | Sous-total            | Sous-total            | 34          | 0           | -                     | -                     | -          | -          | -                              | -                              | -                              | -                        | -                        | -        | -        | 34    | 0     |
| 2010-2011             | SC Beira-Mar (prêt)   | Primeira Liga         | -           | -           | 2                     | 0                     | -          | -          | -                              | -                              | -                              | -                        | -                        | -        | -        | 2     | 0     |
| Sous-total            | Sous-total            | Sous-total            | 0           | 0           | 2                     | 0                     | -          | -          | -                              | -                              | -                              | -                        | -                        | -        | -        | 2     | 0     |
| 2010-2011             | SC Olhanense (prêt)   | Primeira Liga         | -           | -           | -                     | -                     | -          | -          | -                              | -                              | -                              | -                        | -                        | -        | -        | 0     | 0     |
| Sous-total            | Sous-total            | Sous-total            | 0           | 0           | -                     | -                     | -          | -          | -                              | -                              | -                              | -                        | -                        | -        | -        | 0     | 0     |
| 2011-2012             | UD Leiria (prêt)      | Primeira Liga         | 16          | 0           | 1                     | 0                     | -          | -          | -                              | -                              | -                              | -                        | -                        | -        | -        | 17    | 0     |
| Sous-total            | Sous-total            | Sous-total            | 16          | 0           | 1                     | 0                     | -          | -          | -                              | -                              | -                              | -                        | -                        | -        | -        | 17    | 0     |
| 2012-2013             | Rio Ave FC (prêt)     | Primeira Liga         | 28          | 0           | 3                     | 0                     | -          | -          | -                              | -                              | -                              | -                        | -                        | 2        | 0        | 33    | 0     |
| Sous-total            | Sous-total            | Sous-total            | 28          | 0           | 3                     | 0                     | -          | -          | -                              | -                              | -                              | -                        | -                        | 2        | 0        | 33    | 0     |
| 2013-2014             | Benfica Lisbonne      | Primeira Liga         | 16          | 0           | 6                     | 0                     | -          | -          | C1+C3                          | 0+4                            | 0+0                            | -                        | -                        | 1        | 0        | 27    | 0     |
| Sous-total            | Sous-total            | Sous-total            | 16          | 0           | 6                     | 0                     | -          | -          | -                              | 4                              | 0                              | -                        | -                        | 1        | 0        | 27    | 0     |
| 2014-2015             | Atlético de Madrid    | Liga                  | 11          | 0           | 6                     | 0                     | -          | -          | C1                             | 4                              | 0                              | -                        | -                        | 2        | 0        | 23    | 0     |
| 2015-2016             | Atlético de Madrid    | Liga                  | 38          | 0           | -                     | -                     | -          | -          | C1                             | 13                             | 0                              | -                        | -                        | 3        | 0        | 54    | 0     |
| 2016-2017             | Atlético de Madrid    | Liga                  | 30          | 0           | -                     | -                     | -          | -          | C1                             | 11                             | 0                              | -                        | -                        | 6        | 0        | 47    | 0     |
| 2017-2018             | Atlético de Madrid    | Liga                  | 37          | 0           | -                     | -                     | -          | -          | C1+C3                          | 6+6                            | 0+0                            | -                        | -                        | 4        | 0        | 53    | 0     |
| 2018-2019             | Atlético de Madrid    | Liga                  | 37          | 0           | -                     | -                     | -          | -          | C1+SC                          | 8+1                            | 0+0                            | -                        | -                        | 4        | 0        | 50    | 0     |
| 2019-2020             | Atlético de Madrid    | Liga                  | 38          | 0           | -                     | -                     | 2          | 0          | C1                             | 9                              | 0                              | -                        | -                        | 6        | 0        | 55    | 0     |
| 2020-2021             | Atlético de Madrid    | Liga                  | 38          | 0           | -                     | -                     | 2          | 0          | C1                             | 7                              | 0                              | -                        | -                        | 8        | 0        | 55    | 0     |
| 2021-2022             | Atlético de Madrid    | Liga                  | 37          | 0           | 2                     | 0                     | 1          | 0          | C1                             | 10                             | 0                              | -                        | -                        | 11       | 0        | 61    | 0     |
| 2022-2023             | Atlético de Madrid    | Liga                  | 29          | 0           | 4                     | 0                     | -          | -          | C1                             | 5                              | 0                              | -                        | -                        | 6        | 0        | 44    | 0     |
| 2023-2024             | Atlético de Madrid    | Liga                  | 38          | 0           | 5                     | 0                     | 1          | 0          | C1                             | 10                             | 0                              | -                        | -                        | 13       | 0        | 67    | 0     |
| 2024-2025             | Atlético de Madrid    | Liga                  | 36          | 0           | -                     | -                     | -          | -          | C1                             | 10                             | 0                              | 3                        | 0                        | 8        | 0        | 57    | 0     |
| 2025-2026             | Atlético de Madrid    | Liga                  | 1           | 0           | -                     | -                     | -          | -          | -                              | -                              | -                              | -                        | -                        | -        | -        | 1     | 0     |
| Sous-total            | Sous-total            | Sous-total            | 370         | 0           | 17                    | 0                     | 6          | 0          | -                              | 100                            | 0                              | 3                        | 0                        | 74       | 0        | 570   | 0     |
| Total sur la carrière | Total sur la carrière | Total sur la carrière | 464         | 0           | 29                    | 0                     | 6          | 0          | -                              | 104                            | 0                              | 3                        | 0                        | 77       | 0        | 683   | 0     |

## Palmarès

### En club (7)
Olimpija Ljubljana (1)
- Champion de Slovénie de deuxième division en 2008–09[15]

 Benfica Lisbonne (2)
- Champion du Portugal en 2014
- Vainqueur de la Coupe de la Ligue portugaise en 2014
- Finaliste de la Ligue Europa en 2014

 Atlético de Madrid (4)
- Vainqueur de la Ligue Europa en 2018
- Vainqueur de la Supercoupe d'Europe en 2018
- Champion d'Espagne en 2021
- Vainqueur de la Supercoupe d'Espagne en 2014
- Finaliste de la Ligue des champions en 2016

## Distinctions personnelles
- Meilleur gardien de la décennie IFFHIS : 2011-2020

### En club
Benfica Lisbonne
- Meilleur gardien du Championnat du Portugal : 2014

 Atlético de Madrid
- Meilleur joueur de la Liga : 2021
- Co-meilleur gardien de l'histoire du Championnat d'Espagne en une édition (avec Francisco Liaño du Deportivo en 1994) : 2016 (0,47 but par match)
- Meilleur gardien du Championnat d'Espagne (récipiendaire du Trophée Zamora) : 2016[16], 2017, 2018, 2019, 2021,2025 (actuel recordman du nombre de trophées obtenu, six à son actif)
- Membre de l'équipe type de la Ligue des Champions : 2016, 2017 et 2020
- Membre de l'équipe type du Championnat d'Espagne : 2016 et 2017
- Membre de l'équipe type de la Ligue Ligue Europa : 2018

### En sélection nationale
Équipe de Slovénie Espoirs 
- Élu meilleur jeune joueur slovène de l'année : 2012 et 2013

 Équipe de Slovénie
- Élu meilleur joueur slovène de l'année : 2015, 2016, 2017, 2018 et 2020

## Vie personnelle
La grande sœur de Jan Oblak, Teja (née en 1990), est une joueuse professionnelle de basket-ball qui joue en équipe de Slovénie de basket-ball féminine. Oblak est un ami du basketteur Luka Dončić. En février 2025, il a officialisé sa relation avec la joueuse de tennis Olga Danilović.